# Syllides articulosus
Syllides articulosus är en ringmaskart som beskrevs av Ernst Ehlers 1897. Syllides articulosus ingår i släktet Syllides och familjen Syllidae.

## Underarter
Arten delas in i följande underarter:
- S. a. pumilus
- S. a. pumilus
- S. a. spinosus